# Erskine Caldwell

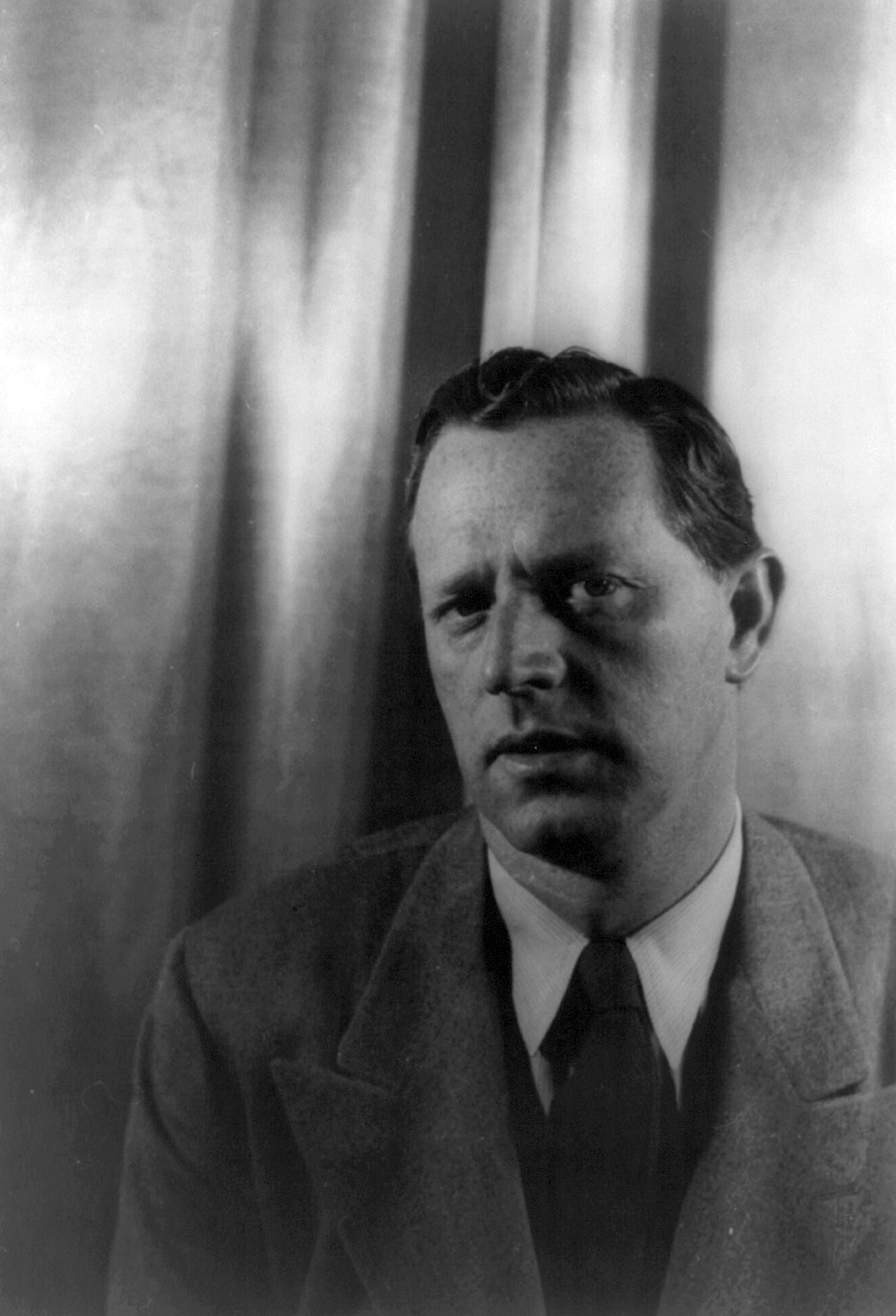
Erskine Caldwell fotografiat per Carl Van Vechten, 1938

Erskine Preston Caldwell (Coweta County, Geòrgia, 17 de desembre de 1903 – Paradise Valley, Arizona 11 d'abril de 1987) fou un escriptor estatunidenc.

## Biografia
Caldwell va néixer en una casa als afores de Moreland (Geòrgia), fill d'un pastor de l'Església Presbiteriana va passar la seva infantesa traslladant-se d'un estat a l'altre, ja que els seus pares van canviar sovint de residència. Tot i així, sempre es va moure pels estats del Sud. Més tard, va estudiar a l'Erskine College, tot i que no va arribar a graduar-se i va tenir diverses feines.
Va estudiar a la Universitat de Virgínia i l'any 1926 es va traslladar a Maine on escribia per diaris i revistes. Durant la dècada de 1930, Caldwell i la seva dona van tenir una llibreria a Maine. Caldwell va estar casat amb la fotògrafa Margaret Bourke-White des de 1939 fins a 1942, i van col·laborar a You Have Seen Their Faces (1937).
Durant la Segona Guerra Mundial, Caldwell va treballar com a corresponsal estranger a Ucraïna. Va retornar als Estats Units l'any 1944 i es va instal·lar a San Francisco.
Durant els darrers vint anys de la seva vida es va dedicar a viatjar per tot el món durant uns sis mesos l'any. Va prendre moltes notes durant aquests viatges, tot i que la majoria no s'han publicat.
La casa on va néixer va ser traslladada de la seva ubicació original i preservada i convertida en un museu.
Caldwell va morir per les complicacions d'un emfisema i càncer de pulmó l'11 d'abril de 1987.

## Obra polèmica
Els seus dos primers llibres van ser Bastard (1929) i Poor Fool (1930), però és conegut sobretot per les seves novel·les Tobacco Road (La ruta del tabac) (1932) i God's Little Acre (El petit camp de Déu) (1933).
Quan va sortir publicat el seu primer llibre, les autoritats el van prohibir i van confiscar-ne totes les còpies. Més tard, amb la publicació de God's Little Acre, les autoritats encara van anar més lluny: van arrestar Caldwell i van tornar a confiscar tots els exemplars. Després d'un judici, el van declarar innocent.

## Publicacions
Caldwell va escriure 25 novel·les, 150 contes, 12 col·leccions de no-ficció, i 2 llibres per a infants.
- Bastard, conte (1929)
- Poor Fool, conte (1930)
- American Earth, conte (1931)
- Tobacco Road (en català: La ruta del tabac) novel·la (1932)
  - Tobacco Road The Play adaptació per Jack Kirkland, basada en la novel·la.
- We Are the Living, col·lecció de contes (1933)
- God's Little Acre (en català: El petit camp de Déu) (1933)
- Tenant Farmers, assaig (1935)
- Some American People, Assaig (1935)
- Journeyman (1935)
- Kneel to the Rising Sun, contes (1935)
- The Sacrilege of Alan Kent (1936)
- You Have Seen Their Faces amb Margaret Bourke-White (1937)
- Southways, conte (1938)
- North of the Danube (1939)
- Trouble in July (1940)
- Say Is This the USA (1941)
- Moscow Under Fire, com a corresponsal (1942)
- Russia at War, com a corresponsal (1942)
- All-Out on the Road to Smolensk, com a corresponsal (1942)
- All Night Long (1942), A Novel of Guerilla Warfare in Russia (subtítol)
- Georgia Boy (1943)
- Tragic Ground (1944)
- A House in the Uplands (1946)
- The Sure Hand of God (1947)
- This Very Earth (1948)
- A Place Called Estherville (1949)
- A Swell Looking Girl
- The Humorous Side of Erskine Caldwell, editat per Robert Cantwell
- Episode in Palmetto (1950)
- Call It Experience, autobiografia (1951)
- The Courting of Susie Brown, contes (1952)
- A Lamp for Nightfall (1952)
- Love and Money (1954)
- The Complete Stories of Erskine Caldwell
- Gretta (1955)
- Gulf Coast Stories, contes (1956)
- Certain Women, contes (1957)
- Claudelle Inglish (1958)
- Molly Cottontail, llibre d'infants (1958)
- When You Think of Me, contes (1959)
- Jenny by Nature (1961)
- Men and Women, contes (1961)
- The Last Night of Summer (1963)
- In Search of Bisco, llibre de viatges (1965)
- The Deer at Our House, llibre d'infants (1966)
- Writing in America, assaig (1967)
- Miss Mama Aimee (1967)
- Deep South, llibre de viatges (1968)
- Annette (1973)
- Afternoons in Mid America, assaig (1976)
- With All My Might, autobiografia (1987)
- Erskine Caldwell: Selected Letters, 1929-1955, editat per Robert L. McDonald (1999)

## A la cultura popular
La seva obra Tobacco Road va ser portada al cinema per John Ford l'any 1941, amb la pel·lícula Tobacco Road i també es va fer una adaptació teatral que va estar en cartellera a Broadway set anys seguits.